# N-240-A
La N-240-A es una carretera de Interés general para la Comunidad Foral de Navarra, incluida dentro de la Red de Carreteras de Navarra. Tiene una longitud de 10,78 km. Junto con la PA-34 es la alternativa libre de peaje a la AP-15 (Autopista de Navarra) en su tramo Pamplona-Irurzun.

## Recorrido actual
| Denominación | Kilómetro | Salida              | Carretera           | Dirección                   |
| ------------ | --------- | ------------------- | ------------------- | --------------------------- |
| N-240-A      | 7         |                     | NA-7003             | Loza                        |
| N-240-A      | 8         |                     | NA-4508             | Oteiza                      |
| N-240-A      | 9         | Travesía de Añézcar | Travesía de Añézcar | Travesía de Añézcar         |
| N-240-A      | 10        |                     | NA-4109             | Arístregui Osinaga          |
| N-240-A      | 11        |                     | NA-4104             | Sarasa Zuasti               |
| N-240-A      | 11        |                     | NA-7011             | Áriz Aldaba                 |
| N-240-A      | 13        |                     | NA-7012             | Erice de Iza Ochovi         |
| N-240-A      | 15        |                     | NA-4121             | Sarasate                    |
| N-240-A      | 16        |                     | AP-15               | Pamplona Irurzun Lecumberri |

## Antiguos tramos
| Denominación            | Kilómetro | Salida                | Carretera             | Dirección                                                                                        |
| ----------------------- | --------- | --------------------- | --------------------- | ------------------------------------------------------------------------------------------------ |
| Calle Yanguas y Miranda | 0         |                       | N-121                 | Avenida de San Ignacio Avenida del Conde Olivetto Avenida de Zaragoza Avenida de la Baja Navarra |
| Plaza de la Paz         | 0         |                       | N-121-A               | Avenida del Conde Olivetto Avenida del Ejército                                                  |
| Calle Yanguas y Miranda | 0         |                       |                       | Calle de Estella                                                                                 |
| Calle Yanguas y Miranda | 0         |                       |                       | Paseo Pablo Sarasate                                                                             |
| Calle Taconera          | 0         |                       |                       | Calle de las Navas de Tolosa                                                                     |
| Avenida de Guipúzcoa    | 0         |                       |                       | Calle Mayor                                                                                      |
| Avenida de Guipúzcoa    | 1         |                       |                       | Cuesta de la Reina                                                                               |
| Avenida de Guipúzcoa    | 1         |                       |                       | Calle de la Biurdana                                                                             |
| Avenida de Guipúzcoa    | 1         |                       |                       | Calle de Ochagavía                                                                               |
| Avenida de Guipúzcoa    | 2         |                       |                       | Avenida de Marcelo Celayeta Avenida de San Jorge Avenida de Ferrocarril                          |
| Avenida de Guipúzcoa    | 2         |                       |                       | Calle Santa Engracia                                                                             |
| Avenida de Guipúzcoa    | 2         |                       |                       | Calle Santa Lucía                                                                                |
| Avenida de Guipúzcoa    | 2         |                       |                       | Calle de Ventura Rodríguez                                                                       |
| Avenida de Guipúzcoa    | 3         |                       | PA-30                 | Artica Ansoáin Burlada/Burlata                                                                   |
| Avenida de Guipúzcoa    | 3         | Travesía de Berriozar | Travesía de Berriozar | Travesía de Berriozar                                                                            |
| NA-8110                 | 4         |                       |                       | Cuartel Aizoain                                                                                  |
| PA-34                   | 4         |                       | PA-34                 | Logroño Zaragoza                                                                                 |
| PA-34                   | 5         |                       |                       | Pol. Ind. Iruregaña                                                                              |
| PA-34                   | 5         |                       | NA-4100               | Aizoáin Berriosuso Lizaso                                                                        |
| PA-34                   | 5         |                       | NA-4107               | Berrioplano                                                                                      |
| NA-2409                 | 16        |                       | NA-4122               | Larumbe                                                                                          |
| NA-2409                 | 18        |                       | NA-4120               | Gulina Músquiz                                                                                   |
| NA-2409                 | 18        |                       | NA-4171               | Aizcorbe                                                                                         |
| NA-2409                 | 19        | Travesía de Irurtzun  | Travesía de Irurtzun  | Travesía de Irurtzun                                                                             |
| NA-2409                 | 20        |                       | NA-7010               | Izurdiaga Goñi Ororbia                                                                           |
| NA-2409                 | 20        |                       | NA-2410               | Huarte-Araquil Echarri-Aranaz Alsasua                                                            |
| NA-2409                 | 20        |                       | NA-1300               | Lecumberri Betelu Atallo                                                                         |
| NA-2409                 | 21        |                       | A-15                  | Vitoria San Sebastián Bilbao Francia                                                             |